# مانفريد غونتر
مانفريد غونتر (بالألمانية: Manfred Günther)‏ هو عالم نفس ومؤلف ألماني، ولد في 1948 في بوخوم في ألمانيا.